# Latae sententiae

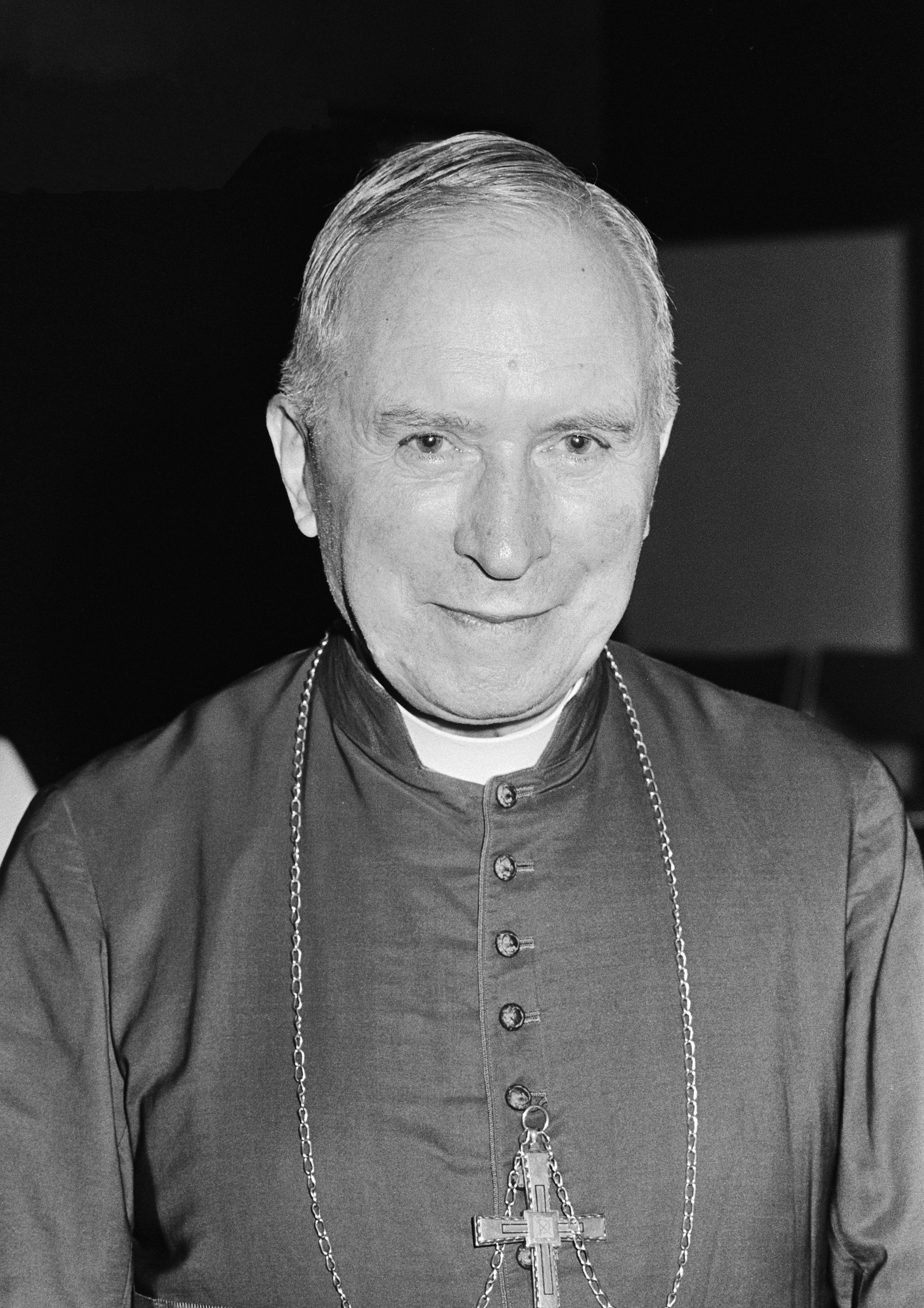
Arcibiskup Marcel Lefebvre, exkomunikovaný ipso facto (latae sententiae) v roce 1988, kvůli nedovolenému vysvěcení čtyř biskupů, po Lefebvrově smrti Svatý stolec 21. ledna 2009 exkomunikaci čtyř biskupů zrušil, jeho obhájci však tvrdí, že jednal v těžké nouzi, což je podle kanonického práva z roku 1983 v tomto případě omluvou, aby se vyhnul automatické exkomunikaci (kánon 1323, §4)

Latae sententiae je latinský termín značící, že trest (již) nastal (samým činem). Používá se v kanonickém právu katolické církve. Způsob trestu, který nastává automaticky, zná pouze Kodex kanonického práva z roku 1983, platný pro římskokatolickou církev. Kodex kánonů východních církví platný pro východní katolické církve trest formou latae sententiae neobsahuje.
Výraz latae sententiae doslova znamená „[již] vyneseného rozsudku“ (tzn. že trest již nastal i bez výslovného uložení). Jeho protikladem je výraz ferendae sententiae, „rozsudku, který [teprve] má/musí být vynesen“  – tzn. že trest nastane, až či pokud bude výslovně uložen.

## Charakteristika
V případě, kdy dojde k přestoupení určitých kánonů, nastává ipso facto (samočinně) trest (exkomunikace nebo interdikt) tzv. latae sententiae, aniž by k tomu bylo nutné potvrzení církevní autoritou.

## Gramatika
Výraz latae sententiae je neshodný přívlastek k podstatnému jménu označujícímu příslušný trest (nejčastěji ke slovu „exkomunikace“), a je tedy v genitivu. Je-li trest vyjádřen slovesem, používá se příslovečné určení v ablativu (byli exkomunikováni latā sententiā).

## Tresty
Samočinně nastupujícími tresty jsou exkomunikace, interdikt a suspenze.
Trest exkomunikace latae sententiae nastává v případě odpadnutí od víry, hereze nebo schizmatu, znesvěcení eucharistie, fyzického napadnutí papeže, rozhřešení spoluviníka proti šestému přikázání desatera, vysvěcení biskupa bez papežského povolení (pro světitele i svěcence), porušení zpovědního tajemství, podstoupení či provedení potratu.
Trest interdiktu latae sententiae nastává v případě fyzického napadnutí biskupa, pokus o sloužení mše bez kněžského svěcení, 
křivé obvinění ze svádění ke hříchu proti šestému přikázání desatera během zpovědi, a nebo v případě kdy se řeholník s věčnými sliby pokusí vstoupit (a nebo vstoupil) do manželství.
Suspenze je trest vyhrazený klerikům, kteří užili fyzickou sílu proti biskupovi, jáhnům kteří se pokusili sloužit mši jako kněz, kněžím vysluhujícím svátosti i přes hřích simonie, kněžím kteří křivě vypovídali během zpovědi. Suspenze ferendae sententiae je taková, ke které byly připojeny další tresty.

### Sejmutí trestu
Sejmutí trestu je vyhrazeno Svatému stolci, pokud není uvedeno jinak (v takových případech pak penitenciáři).